# 刘觉
刘觉（1940年9月23日—），男，江苏苏州人，中国越剧表演艺术家，一级演员，擅长小生。刘觉师承徐派，做功良好，为越剧男女合演的代表人物。代表作有越剧《西厢记》(饰演张珙)、《彩楼记》(饰演吕蒙正)、《盘夫索夫》(饰演曾荣)等。

## 生平
1954年，进入华东戏曲研究院越剧演员训练班（现为上海市戏曲学校越剧班）。1959年，进入上海越剧院实验剧团。